# Супер Кубок (Індія) з футболу 2025
Супер Кубок 2025 — (також відомий як Hero Super Cup), 5-й розіграш кубкового футбольного турніру в Індії, що утворився на заміну Кубку Федерації. У турнірі змагаються 16 найкращих команд з І-Ліги та Індійської Суперліги. Титул володаря кубка вдруге здобув Гоа.

## Календар
| Раунд        | Дата              | Матчі | Клуби  |
| ------------ | ----------------- | ----- | ------ |
| Перший раунд | 21-24 квітня 2025 | 7     | 15 → 8 |
| 1/4 фіналу   | 26-27 квітня 2025 | 4     | 16 → 4 |
| 1/2 фіналу   | 30 квітня 2025    | 2     | 4 → 2  |
| Фінал        | 3 травня 2025     | 1     | 2 → 1  |

## Перший раунд
| Команда 1        | Рахунок      | Команда 2      |
| ---------------- | ------------ | -------------- |
| 20 квітня 2025   |              |                |
| Керала Бластерс  | 2:0          | Іст Бенгал     |
| 21 квітня 2025   |              |                |
| Гоа              | 2:0          | Гокулам Керала |
| Делі Дайнамос    | 0:3          | Пенджаб        |
| 23 квітня 2025   |              |                |
| Бенгалуру        | 1:1 пен. 3:5 | Інтер (Каші)   |
| Мумбаї Сіті      | 4:0          | Ченнаїн        |
| 24 квітня 2025   |              |                |
| Норт-Іст Юнайтед | 6:0          | Мохаммедан     |
| Джамшедпур       | 2:0          | Гайдарабад     |

## 1/4 фіналу
| Команда 1        | Рахунок      | Команда 2   |
| ---------------- | ------------ | ----------- |
| 26 квітня 2025   |              |             |
| Керала Бластерс  | 1:2          | Мохун Баган |
| Гоа              | 2:1          | Пенджаб     |
| 27 квітня 2025   |              |             |
| Інтер (Каші)     | 0:1          | Мумбаї Сіті |
| Норт-Іст Юнайтед | 0:0 пен. 4:5 | Джамшедпур  |

## 1/2 фіналу
| Команда 1      | Рахунок | Команда 2  |
| -------------- | ------- | ---------- |
| 30 квітня 2025 |         |            |
| Мохун Баган    | 1:3     | Гоа        |
| Мумбаї Сіті    | 0:1     | Джамшедпур |

## Фінал
| 3 травня 2025 |

| Гоа                        | 3:0      | Джамшедпур |
| -------------------------- | -------- | ---------- |
| Еррера 23', 51' Дражич 72' | Протокол |            |

| Стадіон «Калінга», Бхубанешвар Глядачів: 7 156 Арбітр: Венкатеш Рамачадран |